# Pedinorrhina sellata
Pedinorrhina sellata är en skalbaggsart som beskrevs av Ernst Gustav Kraatz 1880. Pedinorrhina sellata ingår i släktet Pedinorrhina och familjen Cetoniidae. Utöver nominatformen finns också underarten P. s. lequeuxi.